# Waleri Sergejewitsch Popow (Musiker)
Waleri Sergejewitsch Popow (russisch Валерий Сергеевич Попов; * 9. September 1937 in Iljinskaja, Oblast Moskau) ist ein russischer Fagottist und Professor.

## Leben
Popows Vater war Trompeter und sein Vorbild, daher lernte er zunächst Trompete, bis er im Alter von 20 Jahren 1957 zum Fagott wechselte. Zwei Jahre später bekam er seine erste Anstellung im Orchester. 1960 begann Popow sein Studium am Moskauer Konservatorium bei R. Terekhin.
Von 1962 bis 1988 war er Solofagottist im Staatlichen Sinfonie Orchester Moskau. In dieser Zeit spielte er mit Dirigenten und Solisten wie u. a. Kirill Kondrashin, Gennady Rozhdestvensky, Valery Gergiev, Charles Munch, Zubin Mehta, Lorin Maazel, Kurt Masur, Yehudi Menuhin, Isaac Stern, David Oistrach, Emil Gilels und Mstislav Rostropovich.
Ab 1988 spielte Popow in der State Symphony Capella of Russia.
Die Komponisten Sofia Gubaidulina, Edison Denisov und Alfred Schnittke komponierten eigens für ihn Stücke.
Seit 1971 unterrichtet Popov am Moskauer Konservatorium und wurde 1991 zum Professor berufen. Er gab Meisterklassen in Japan, Frankreich, der Türkei, China und Korea. Außerdem war er Juror bei Internationalen Musikwettbewerben.

## Auszeichnungen
- 1. Preis beim Internationalen Musikwettbewerb Leningrad (1963)
- 1. Preis beim Internationalen Musikwettbewerb Budapest (1965)
- Ehrentitel als „Volkskünstler der RSFSR“ (1986)

## CDs (Auswahl)
- Werke für Fagott von Sofia Gubaidulina (Chandos)
- div. Konzerte und Sonaten von Antonia Vivaldi
- Berühmte Fagottkonzerte / Mozart / Hummel / Weber (Chandos)
- Virtuosity of Bassoon Vol1. + Vol.2 (Vista Vera)